# Přední Indie
Přední Indie je poloostrov v jižní Asii. Rozprostírá se jižně od Indoganžské nížiny mezi Arabským mořem a Bengálským zálivem. Tvoří značnou část indického subkontinentu.
Pobřeží poloostrova je málo členité. V severozápadní části vystupuje do Arabského moře Káthijávárský poloostrov obklopený vodami Kaččhského a Khambhátského zálivu.
Nejvyšší místo je vrchol hory Anamudi (2695 m) v jižní části Západního Ghátu, který se zvedá podél západního pobřeží. Podél východního pobřeží se táhne pohoří Východní Ghát. Centrální část je tvořena trapy Dekánské plošiny. V severní části poloostrova se rozprostírá pohoří Sátpurá, Vindhja, nejvyšší části pohoří Arávalí a plošina Málva.
Podnebí je monzunové, deště přichází v červnu.